# Indre Oslofjord
Indre Oslofjord er den del af Oslofjorden som ligger nord for det omkring 1 km smalle Drøbaksundet nord for Hurumlandet. Den ligger i Oslo og Viken fylker og strækker sig helt ind til havnebassinet foran Rådhuskajen i Oslo by. Indre Oslofjord er fra 3 til 7 km bred.

## Geologi
Indre Oslofjord er til dels formet af istiderne de sidste 2,5 millioner år. Desuden findes aflejringer som blev afsat da isen trak sig tilbage efter sidste istid for 9000 år siden. Ås-Ski-trinnet danner tærsklen for Indre Oslofjord. Store sandterrasser blev afsat da iskanten lå ved Drøbak-Svelvik.

## Bådtrafik og friluftsliv
Oslofjorden har landets tætteste trafik af både, både færger, fragtbåde, charter- og fritidsbåde. Indre og Ydre Oslofjord er desuden Norges tættest befolkede friluftsområde med tilknytning til havet. Hytterne langs kysten er mange og dyre, og aktivitetsniveauet er særlig højt om sommeren.
Havne
- Middagsbukta
- Gressholmen
- Steilene
- Håøya
- Sandspollen
- Vindfangerbukta

## Øer i Oslo
- Gressholmen
- Hovedøya
- Lindøya
- Malmøya
- Ormøya
- Ulvøya
- Bleikøya
- Sjursøya
- Nakkholmen

## Øer i Akershus
i Asker :
- Bjerkøya
- Brønnøya
- Høyerholmen
- Nesøya
- Langåra

i Bærum :
- Borøya
- Danmark
- Grimsøya
- Gåsøya
- Kalvøya
- Ostøya (også kendt som Oustøen)
- Vassholmene (også kendt som Vasholmene)

i Nesodden :
- Husbergøya
- Ildjernet
- Langøyene
- Steilene

i Frogn :
- Aspond
- Håøya
- Lågøya
- Søndre Langåra

## Oslomarkavassdragene
På vestsiden løber flere mindre vassdrag ud i Indre Oslofjord. De største elve er Lysakerelva, Akerselva og Sandvikselva. Disse Oslomarkavassdragene er beskyttet med videre vandkraftudbygning, men over 90 % af energipotentialet på 1 TWh er allerede anvendt. På østsiden løber elvene Alna (fra Lillomarka), Ljanselva (fra Østmarka), Gjersjøelva og Årungselva ud i fjorden.

## Forurening
Spildevand fra industrien og fra befolkningen i Oslo og Bærum kommuner har ført til en betydelig forurening i Indre Oslofjord. Ved Drøbak danner havbunden desuden en tærskel og udskiftningen af vandet i fjorden indenfor er derfor lille. Dette har ført til iltmangel på dybt vand i Indre Oslofjord. Det gælder særlig Oslofjordens inderste, sydgående arm, Bunnefjorden. Der er de seneste år iværksat en række tiltag for at dæmpe forureningen og rydde op i Indre Oslofjord.
Mellem Malmøykalven i Oslo og Langøyene, Husbergøya og Skjærholmene i Nesodden, er der de seneste år blevet dumpet store mængder slam og sedimenter fra mudring i Bjørvikaområdet, masser som er udgravet i forbindelse med opførelse af operahuset i Oslo og en ny tunnel.